# Bouhlou (Algeria)
Bouhlou è un comune dell'Algeria, situato nella provincia di Tlemcen.